# 호락논쟁
호락논쟁(湖洛論爭)은 18세기 조선의 노론 당파 내부에서 발생한 논쟁이다. 심성론의 성선의 강조로 인해 생기는 모순을 둘러싼 논쟁으로, 사람의 성과 사람 이외의 존재의 성이 같은지 다른지가 골자로서 인물성동이론쟁(人物性同異論爭)이라고도 한다. 이는 유교적 주체인 "성인"과 보통 사람의 성이 같은지 다른지에 관한 논쟁으로 확장되었으며, 인간의 본성, 그 중에서도 특히 도덕심에 관한 논쟁으로서 정치와 관련된 주요 의제였다.
노론 내부에서 인물성동론을 주장하며 본성의 선함을 중시한 이들을 낙론이라 했고, 인물성이론을 주장하여 기질의 발현을 중시한 이들을 호론이라 했다. 호(湖)는 충청도, 낙(洛)은 서울을 의미하여 각 학설을 주장하는 학자들의 근거지를 뜻하였다. 호락논쟁은 성리학에 내재된 모순을 둘러싼 논쟁으로서, 임진왜란과 병자호란이라는 양란 이후 악화된 강상윤리 문제가 지배 엘리트들에게 포착되고 그 해결을 위한 노력의 일환이었다. 그리고 인간의 본성을 어떻게 이해하느냐에 따라 청나라 문물의 도입 문제로 연결되기도 하여, 홍대용, 박지원 등의 북학파는 낙론으로서 호락논쟁에 깊이 관여했다.
당시 임진왜란 때 조선을 도운 한족의 명나라는 멸망하고 만주족이 세운 청나라가 중국을 지배하고 있었다. 조선은 호란 이후로 북벌을 추진하기도 하였지만, 청나라는 중국의 지배를 더 굳건하게 하고 있었으며, 문화를 더 발전시키고 있었다. 호락논쟁은 청나라의 정통성을 인정하느냐 또는 청나라의 문물을 받아들여 조선 사회의 발전에 이용할 수 있는냐에 대한 논쟁으로 이어졌다. 원칙에 충실했던 지방의 선비들의 호론은 보수적인 태도를 가지고 있었으나, 상대적으로 청나라의 문물을 많이 접할 수 있었던 서울지역의 선비들은 실용적이고 개방적인 태도를 가지고 있었다.